# Zastava Sijera Leonea
Zastava Sijera Leonea usvojena je 27. travnja 1961.
Trobojka je zelene, bijele i plave boje.
Zelena predstavlja poljoprivredu, planine i resurse.
Bijela predstavlja nadu da će prirodna luka u Freetownu doprinijeti općem miru.
Plava predstavlja jedinstvo i pravdu.